# Elezioni parlamentari in Algeria del 1997
Le elezioni parlamentari in Algeria del 1997 si tennero il 5 giugno per il rinnovo dell'Assemblea popolare nazionale.

## Risultati
| Partito                                            | Voti       | %     | Seggi |
| -------------------------------------------------- | ---------- | ----- | ----- |
| Raggruppamento Nazionale Democratico               | 3.533.434  | 33,66 | 155   |
| Movimento della Società per la Pace                | 1.553.154  | 14,80 | 69    |
| Fronte di Liberazione Nazionale                    | 1.497.285  | 14,26 | 64    |
| Movimento della Rinascita Islamica                 | 915.446    | 8,72  | 34    |
| Fronte delle Forze Socialiste                      | 527.848    | 5,03  | 19    |
| Raggruppamento per la Cultura e la Democrazia      | 442.271    | 4,21  | 19    |
| Partito dei Lavoratori                             | 194.493    | 1,85  | 4     |
| Partito Repubblicano Progressista                  | 65.371     | 0,62  | 3     |
| Unione per la Democrazia e le Libertà              | 51.090     | 0,49  | 1     |
| Partito Socialdemocratico                          | 36.374     | 0,35  | 1     |
| Indipendenti                                       | 459.233    | 4,38  | 11    |
| Totale                                             | 9.275.999  |       | 380   |
| Alleanza Nazionale Repubblicana                    | 208.379    | 1,99  | -     |
| Partito del Rinnovamento Algerino                  | 197.262    | 1,88  | -     |
| Movimento Nazionale per la Gioventù Algerina       | 97.875     | 0,93  | -     |
| Movimento dell'Intesa Nazionale                    | 83.939     | 0,80  | -     |
| Raggruppamento Algerino                            | 79.554     | 0,76  | -     |
| Movimento Nazionale per la Giustizia e lo Sviluppo | 61.829     | 0,59  | -     |
| Raggruppamento Nazionale Costituzionale            | 55.553     | 0,53  | -     |
| Movimento per la Gioventù e la Democrazia          | 54.929     | 0,52  | -     |
| Amal                                               | 53.621     | 0,51  | -     |
| Altri (20 liste)                                   | 327.412    | 3,12  | -     |
| Totale                                             | 10.496.352 | 100   | 380   |
| Voti non validi                                    | 502.787    | -     | -     |
| Votanti                                            | 10.999.139 |       |       |

- I voti ottenuti dalle liste che non hanno conseguito seggi sono desunti da fonti prive del crisma dell'ufficialità.